# A Man's Man (film 1923)
A Man's Man è un film muto del 1923 diretto da Oscar Apfel. Il regista aveva già girato nel 1918 una precedente versione, A Man's Man, film tratto dalla storia di Peter B. Kyne (1880-1957), scrittore e sceneggiatore, autore tra l'altro del romanzo Three Godfathers da cui John Ford trarrà il film In nome di Dio.

## Trama
Un giovane avventuriero, John Stuart Webster, si reca nel Centro America per cercarvi l'oro. Viene coinvolto in una rivoluzione e si trova a combattere al fianco di un vecchio amico, Billy Geary. Quando non sono impegnati nei combattimenti, i due si disputano i favori della bella señorita Dolores Ruey.

## Distribuzione
Distribuito dalla Film Booking Offices of America (FBO), il film uscì nelle sale cinematografiche USA nel luglio 1923.